# Provinz Inhambane
Die Provinz Inhambane liegt im Südosten Mosambiks an der Straße von Mosambik.

## Geographie

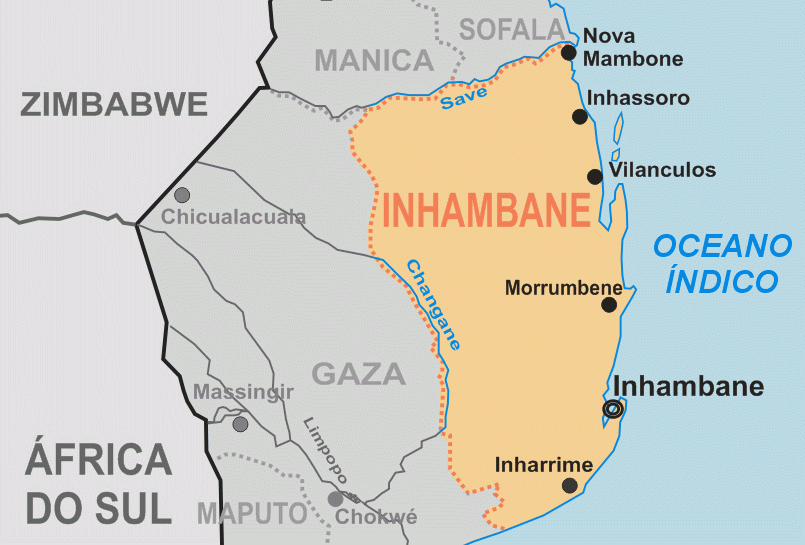
Provinz Inhambane

Inhambane hat eine Fläche von 68.615 km². Nördlich liegen die Provinzen Sofala und Manica, westlich die Provinz Gaza.
Die Hauptstadt der Provinz heißt ebenfalls Inhambane. Sie hat etwa 63.837 Einwohner (2007). Die größte Stadt der Provinz ist Maxixe mit 108.824 Einwohnern (2007).

## Administrative Gliederung
Die Provinz Inhambane ist in elf Distrikte unterteilt:
- Funhalouro
- Govuro
- Homoine
- Inharrime
- Inhassoro
- Jangamo
- Mabote
- Massinga
- Morrumbene
- Panda
- Vilanculos
- Zavala

## Bevölkerung
In Inhambane leben 1.488.676 Menschen.
Die Bevölkerungsentwicklung seit 1980:
- 1980: 1.023.879 Einwohner
- 1997: 1.123.079 (Zensus)
- 2007: 1.271.818 (Zensus)

Zu den wichtigsten ethnischen Gruppen zählen die Mátshwa, Bitonga und die Chopi.

## Wirtschaft
In Inhambane werden hauptsächlich Cashewnüsse, Baumwolle, Reis und Zuckerrohr produziert. Im Landesinnern wird Trockenfleisch aus Rindfleisch hergestellt.